# 竹下美羽
竹下 美羽（たけした みう、2003年3月26日 - ）は、日本の女性ジュニアアイドル。大阪府出身。元バンビーナ所属。

## 概要
いもうとシスターズのメンバーで関西3期生である。
趣味は書道、特技はダンス・ブリッジ。
2018年3月30日付けでバンビーナを退所し、いもうとシスターズを卒業した。

## 作品

### 映像作品
- 初写 竹下美羽 Blu-ray&DVD（2014年8月25日）
- 初めてのChu♪ 竹下美羽 Blu-ray&DVD（2014年10月25日）
- いもうと目線 竹下美羽 Blu-ray（2014年10月25日）
- 夏少女 竹下美羽 Blu-ray&DVD（2014年11月25日）
- 夏少女 竹下美羽 Part2 Blu-ray&DVD（2014年12月20日）
- 天真爛漫 竹下美羽（2015年2月25日）
- ひとりじめ 竹下美羽（2015年3月25日）
- ニーハイコレクション 竹下美羽（2015年5月10日）
- ひとりじめ 竹下美羽 Part2（2015年7月10日）
- 天真爛漫 竹下美羽 Part2（2015年8月10日）[6]
- ひとりじめ 竹下美羽 Part3（2015年12月10日）
- 天真爛漫 竹下美羽 Part3（2016年4月25日）[7]
- ニーハイコレクション 竹下美羽 Part2（2016年6月10日）
- 夏少女 竹下美羽 Part3 Blu-ray&DVD（2016年7月10日）
- 夏少女 竹下美羽 Part4 Blu-ray&DVD（2016年8月10日）
- 天真爛漫 竹下美羽 Part4（2016年12月10日）

## 出演

### その他
- 株式会社 メディア・パル「ドリームガールズ」（雑誌）
- ミュージカル「おかまちコメディショー２」大阪公演（舞台）
- 「Phenix」カタログ（WEB）